# Franz Novotny (Regisseur)

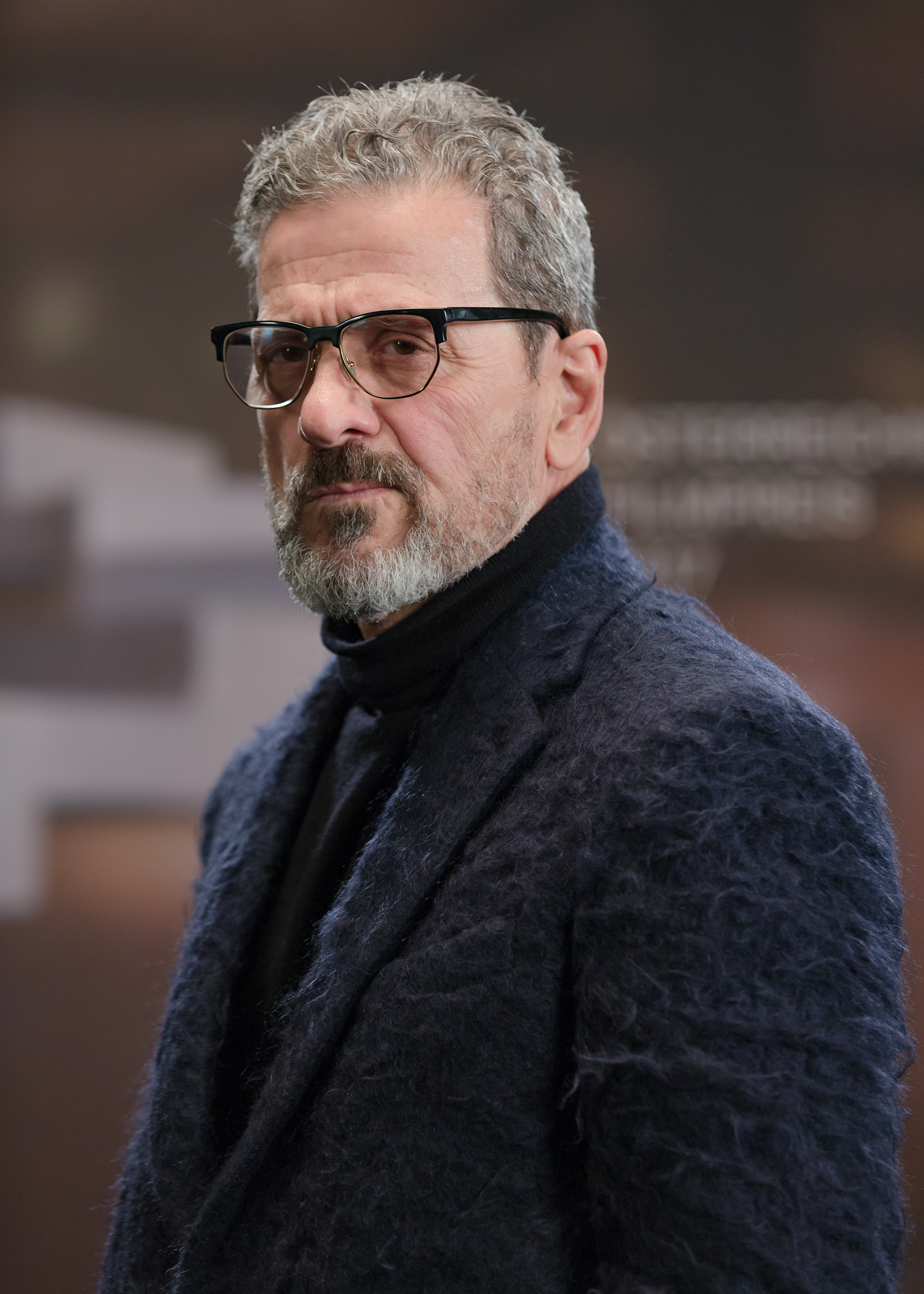
Franz Novotny (Österreichischer Filmpreis 2017)

Franz Novotny (* 30. Mai 1949 in Wien) ist ein österreichischer Autor, Regisseur und Produzent.

## Leben
Er besuchte die Akademie der bildenden Künste Wien und wurde Kameraassistent. In den 1970er Jahren drehte er vorwiegend Künstlerporträts für das österreichische Fernsehen. Bekannt wurde er 1977 durch den Fernsehfilm Staatsoperette. Durch seine folgenden beiden ersten Spielfilme etablierte er sich als Regisseur. Er zählt zu den bedeutendsten Vertretern des österreichischen Avantgardefilms der 1960er- und 1970er-Jahre. Als im Jahr 1990 Regisseur Franz Novotny seinen Film Die Spitzen der Gesellschaft abgedreht hatte, sorgte die reale Tötung von zwei Schlachtpferden vor laufender Kamera für Aufregung.

Logo von Novotnys Filmgesellschaft

Seine bevorzugten Arbeitsbereiche sind Kinofilme, Fernsehserien und Werbefilme. 1995 gründete er gemeinsam mit Karin Novotny seine eigene Filmgesellschaft: Novotny & Novotny.

## Filmografie

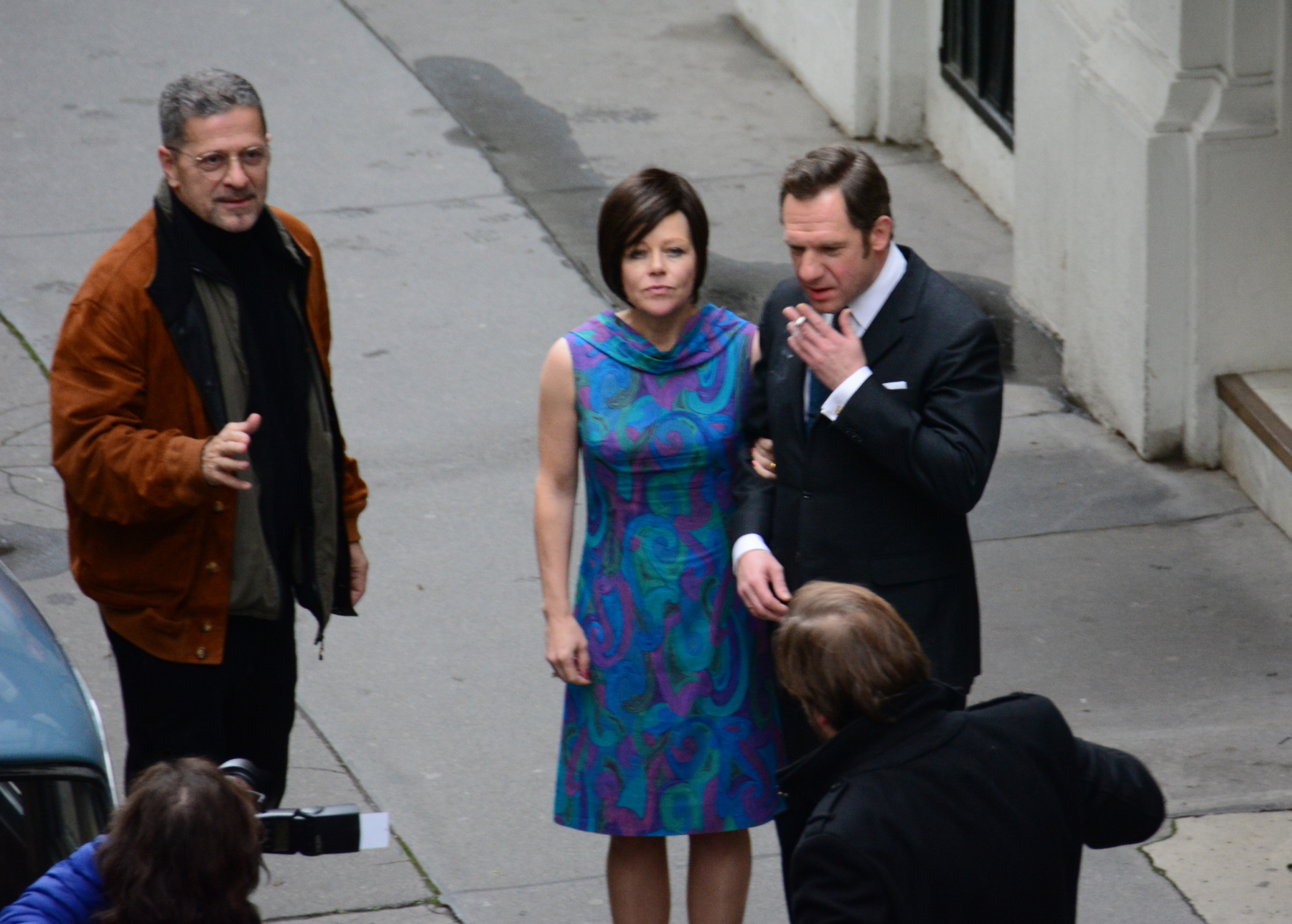
Franz Novotny mit Eva Spreitzhofer und Johannes Zeiler bei Dreharbeiten 2014

- 1977: Staatsoperette (Regie und Drehbuch), Fernsehfilm
- 1980: Exit … Nur keine Panik (Regie und Drehbuch)
- 1982: Die Ausgesperrten (Regie)
- 1982: Die Spitzen der Gesellschaft (Regie)
- 1985: Coconuts (Regie)
- 1988: Wien ist anders (Regie)
- 1990: Die Spitzen der Gesellschaft (Regie und Drehbuch)
- 1993: Lauf, Anna, lauf, Fernsehserie (Polizeiruf 133)  (Regie)
- 1993: Notwehr (Fernsehserie Peter Strohm)  (Regie)
- 1994: Exit II – Verklärte Nacht (Regie)
- 1997: Slidin’ – alles bunt und wunderbar (Produzent)
- 1999: Nachtfalter (Escort Service, Papillon de nuit) (Regie und Drehbuch)
- 1999: The Punishment (Kazna) (Produzent)
- 2002: 011 Beograd (Regie und Koproduktion)
- 2002: YU (Regie)
- 2003: Fuse (Koproduktion)
- 2003: Summer in the Golden Valley (Koproduktion)
- 2007: Heile Welt (Produzent, Kinofilm)
- 2013: Die Werkstürmer (Produzent)
- 2014: Der Vampir auf der Couch (Produzent)
- 2016: Deckname Holec (Regie und Produzent)
- 2016: Was hat uns bloß so ruiniert (Produzent)
- 2016: Egon Schiele: Tod und Mädchen (Produzent)
- 2017: Ugly (Produzent)
- 2017: Anna Fucking Molnar (Produzent)
- 2018: Angelo (Produzent)
- 2019: Kaviar (Produzent)
- 2019: Der Boden unter den Füßen (Produzent)
- 2019: 7500 (Koproduktion)

### ORF-Dokumentationen
- Der letzte Statist
- Stunde Null
- Nagl Maly
- Porträt Josef Mikl
- Utopie in neun wirklichen Bildern
- Der schöne große Alexander
- Lügensänger
- Damenwahl
- Orsolics Passion
- Das Stück mit dem Hammer
- Bakunin
- Scheitern in Wien
- Pluhar Show
- Carnival in Cuba
- Notizen aus einer Kleinstadt
- Migenes Show

## Auszeichnungen
- Cannes Lions 1985: Löwe Bronze für einen Kinowerbespot für die Zigarettenmarke „Men“
- Clio Awards New York
- Berliner Klappe
- 1. Preis Genfer Militärfilmfestival
- Schweizer Werbepreis
- drei Österreichische Staatspreise, darunter Staatspreis Werbung 1981 für den SPÖ-Kinowerbespot In Zeiten wie diesen
- Goldenes Verdienstzeichen des Landes Wien (1991)
- Creativ Club Austria (CCA): Goldene Venus (mehrfach), Werbetrommel
- Bester österreichischer Werbefilm
- Retrospektive des Gesamtwerks im April 2007 im Filmarchiv Austria[3]
- Romyverleihung 2017 – Auszeichnung in der Kategorie Bester Produzent Kinofilm[4][5]